# Manduca quinquemaculatus
Manduca quinquemaculatus är en fjärilsart som beskrevs av Adrian Hardy Haworth 1803. Manduca quinquemaculatus ingår i släktet Manduca och familjen svärmare. Inga underarter finns listade i Catalogue of Life.

## Bildgalleri

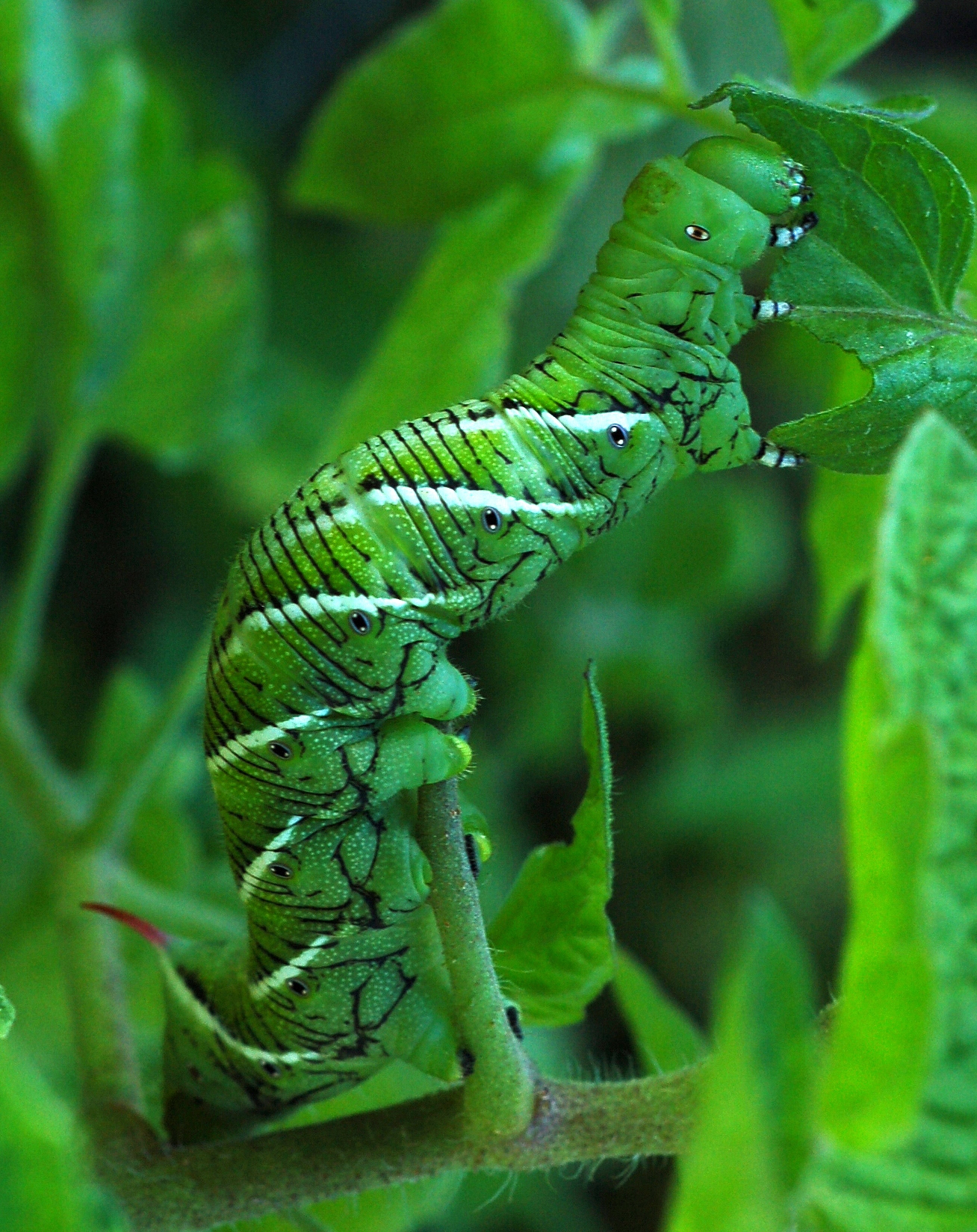
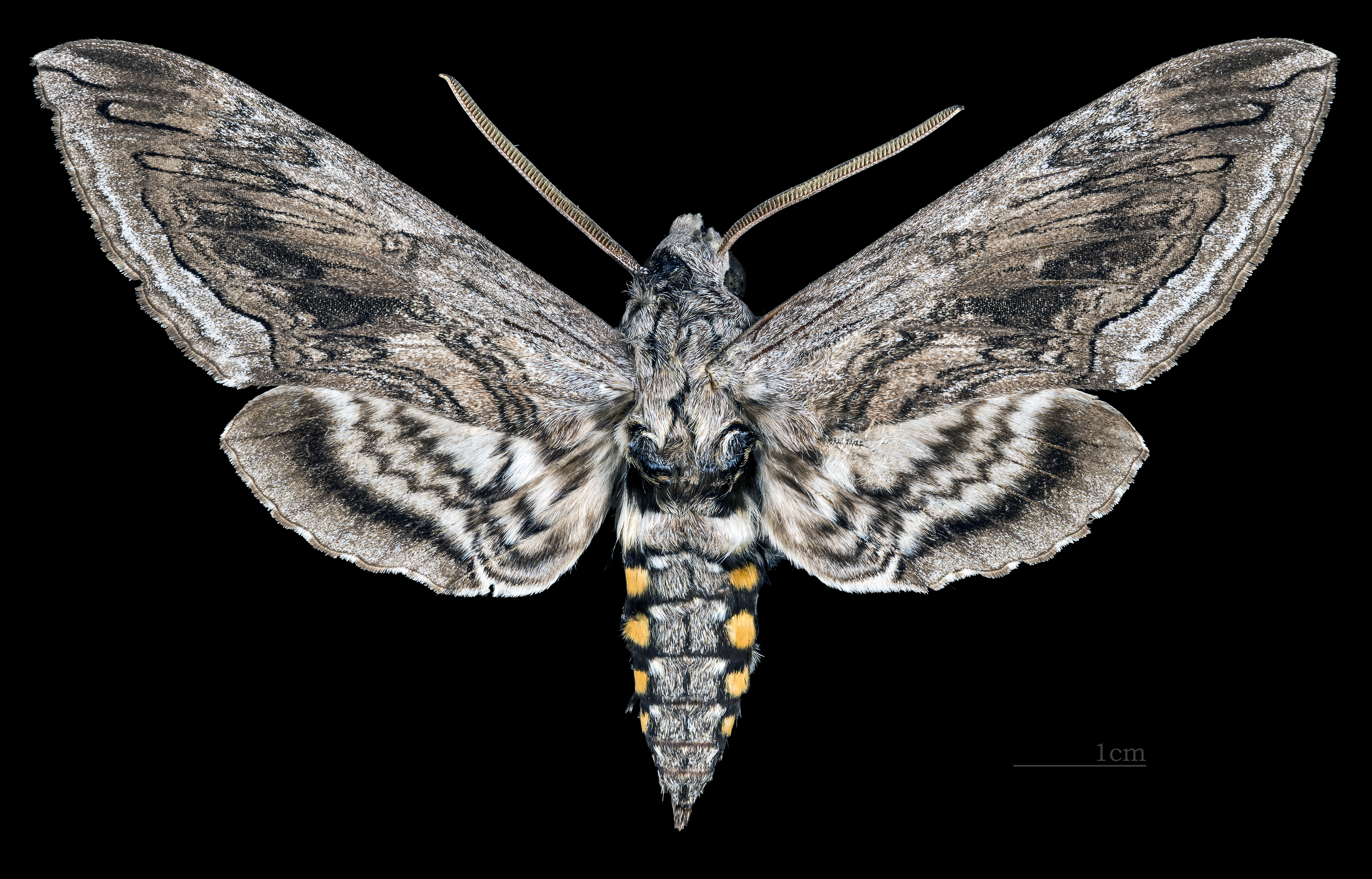
♂
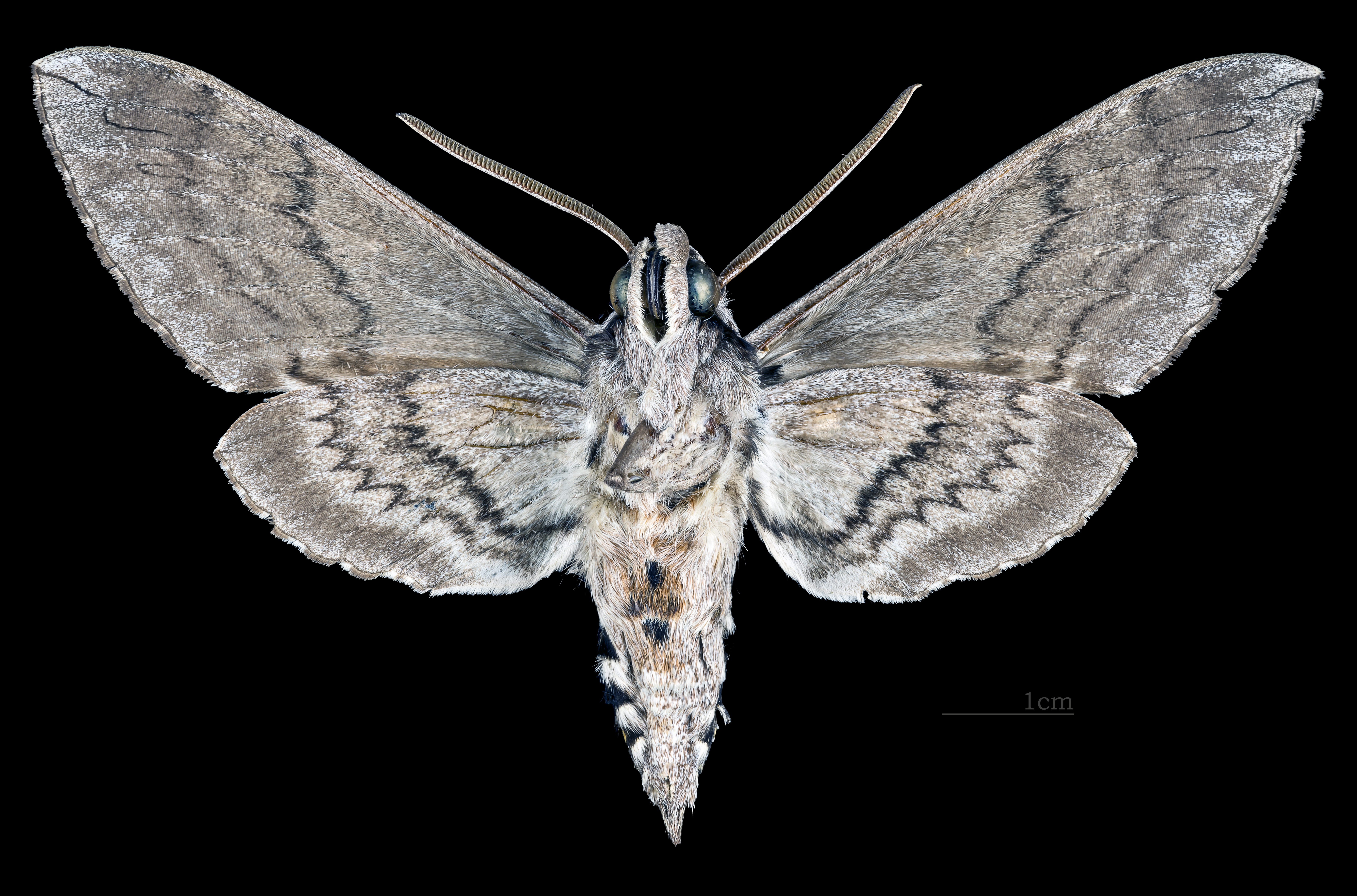
♂ △
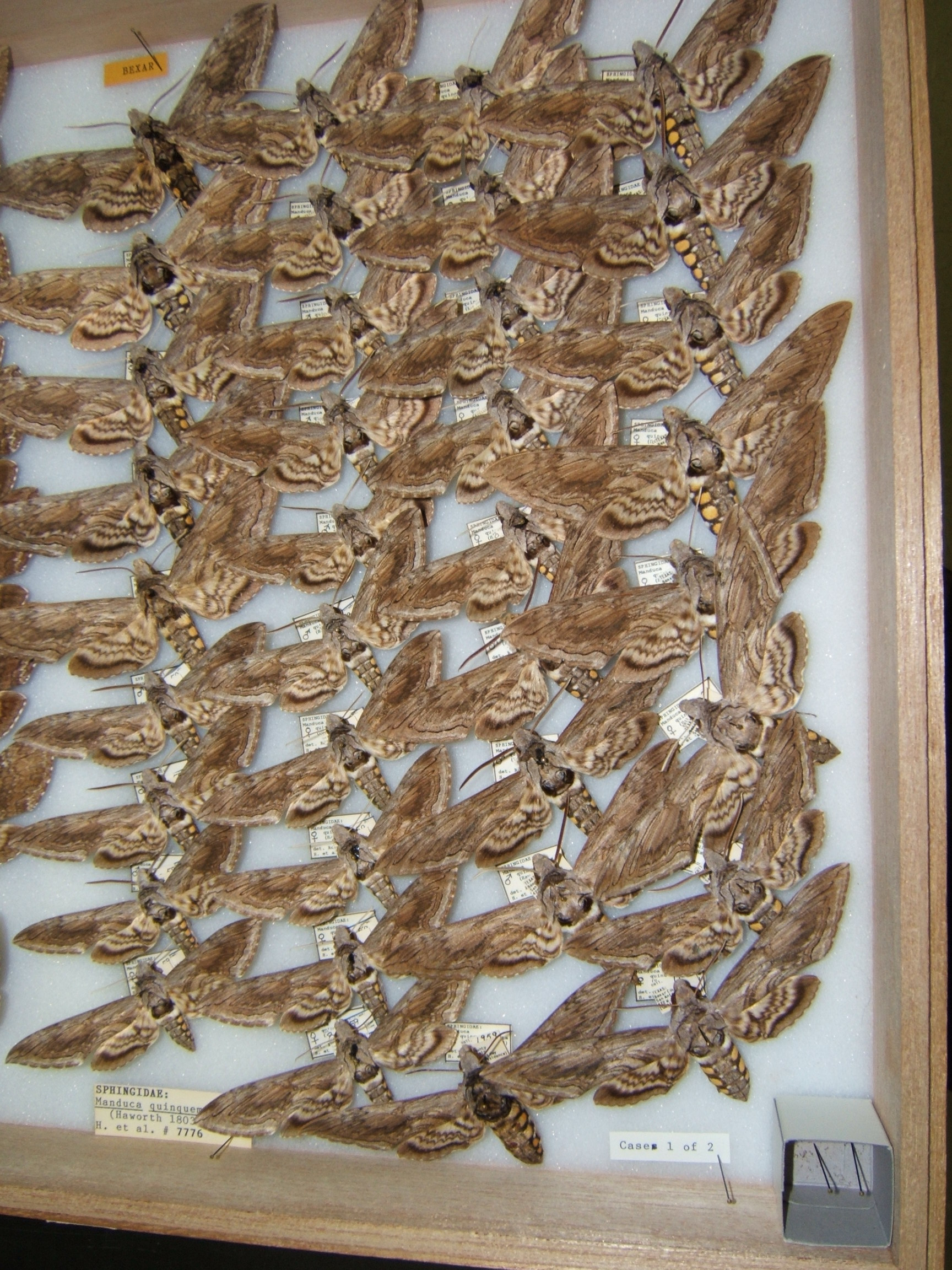
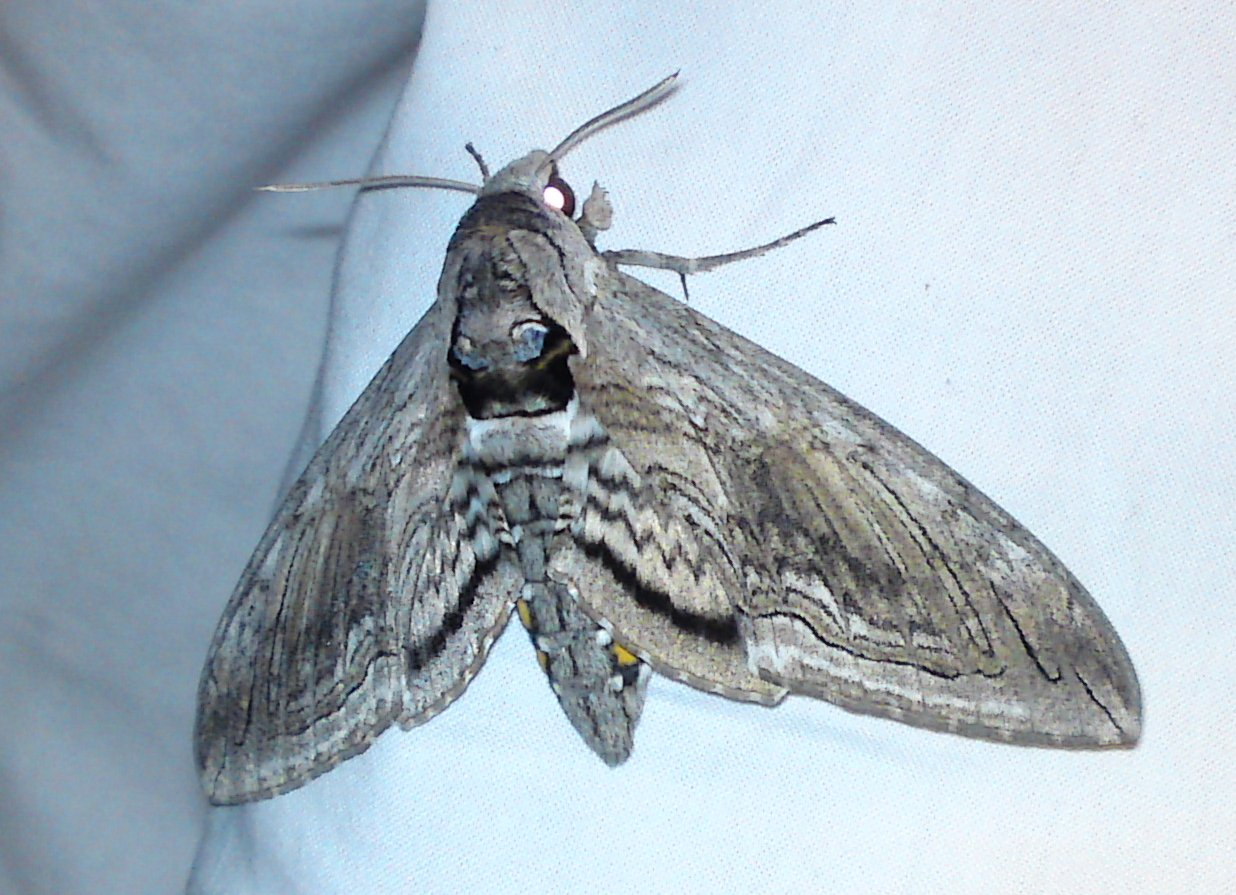
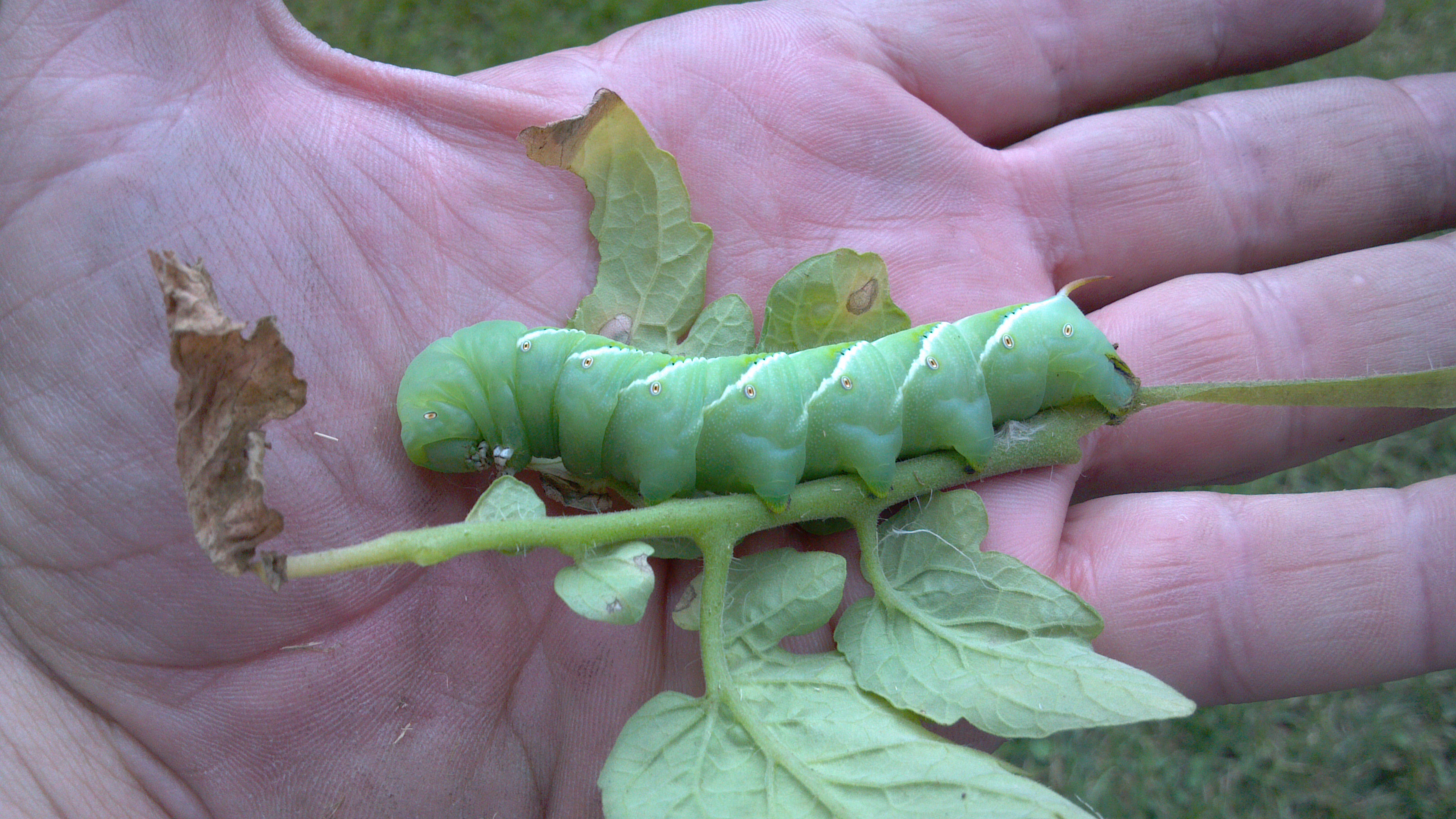
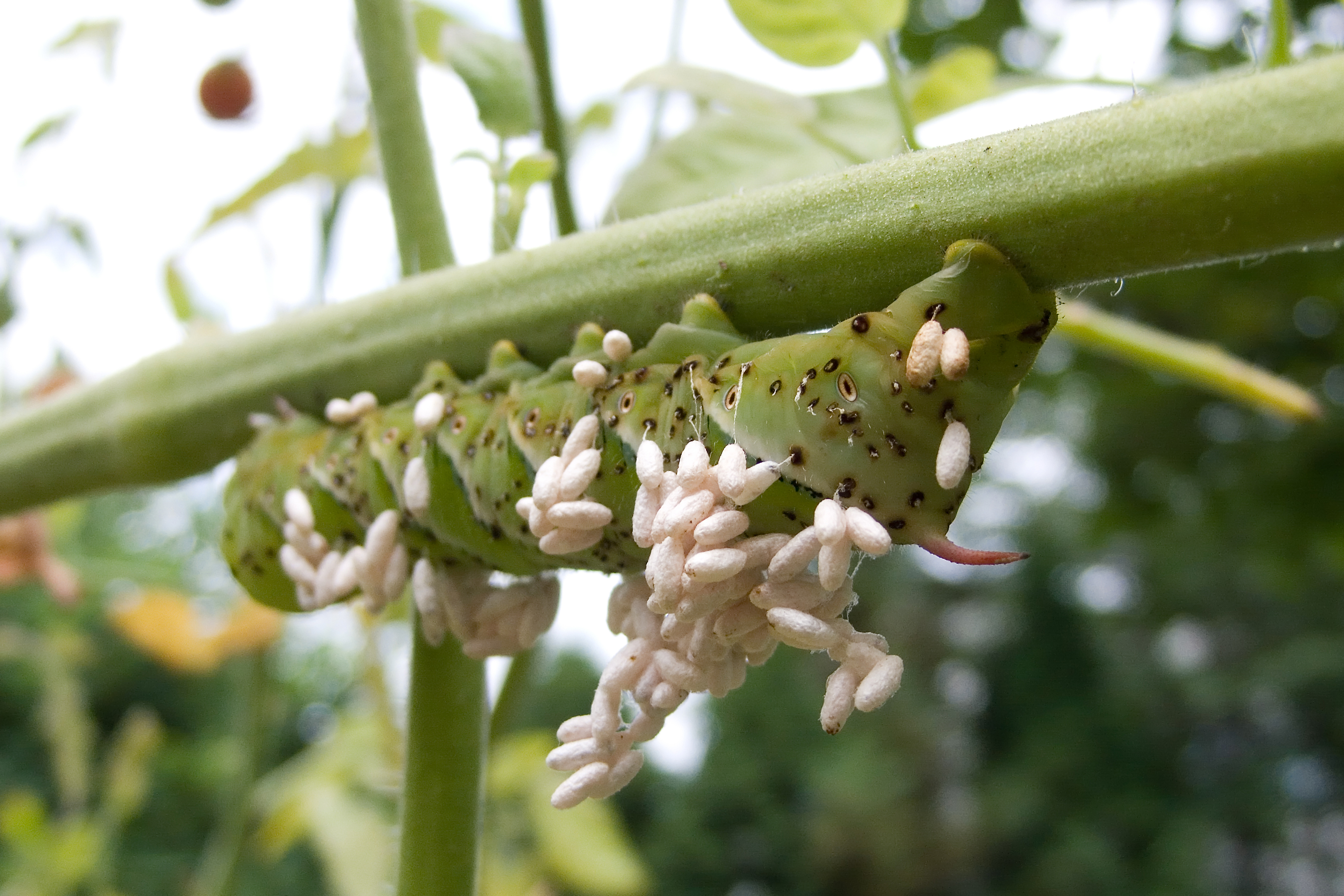